# ひつじねいり
ひつじねいりは、マセキ芸能社に所属する日本のお笑いコンビ。

## メンバー
細田 祥平（ほそだ しょうへい、1991年11月30日 - ）（33歳）
ボケ・ネタ作り担当。埼玉県さいたま市出身。埼玉県立浦和高等学校、慶應義塾大学経済学部卒業。ワタナベコメディスクール17期生。身長178 cm、体重63 kg、血液型はA型。趣味はキャッチボール、5 kmランニング、ブログを書くこと、特技は本塁打を打つこと。独身。
慶應大学お笑い道場O-Keis出身。学生時代のコンビは、「安全ナイフ」（相方は高木貫太（現ストレッチーズ））、「ロメロ」など。安全ナイフでは2011年に大学生M-1、2012年には「第2回わらいを愛する学生芸人No.1決定戦」で優勝、その後解散。大学卒業後はロメロとしてマセキ芸能社に入りデビューしたが、2015年9月に解散。その後に「バーニーズ」（相方はまぐろ（現モシモシ））を組んだが、2018年11月に解散。
2018年1月に「細田官房長官」に改名。高野正成（きしたかの）と一緒に改名しようという話になり、年末のマネージャーとの面談の際に細田が「細田官房長官」、高野が「高野角栄」への改名を申し入れたが、細田官房長官だけ審査が通ってしまい1人で改名することになった。バーニーズ解散をきっかけに本名に戻した。

松村 祥維（まつむら よしつな、1988年7月2日 - ）（36歳）
ツッコミ担当。大阪府東大阪市出身、立命館大学中退。身長171 cm、体重80 kg、血液型はO型。趣味は球技全般、家事、麻雀、呑み歩きで、特技のソフトテニスでは、学生時代に大阪府の選抜候補になっている。既婚。
かつては「ウェンディ」というコンビで、フリーで活動（2013年12月結成）。2017年5月に「いい塩梅」を結成。当時はSMA HEET Projectに所属。いい塩梅として出場したM-1グランプリ2017・2018にて2年連続で準々決勝まで進出した経験あり。2019年2月1日に解散。

## 来歴・概説
松村は出身が大阪であることもあり、面白い人間が一番になれるという環境で育ったため、お笑い芸人は天職だと思っていたが、それを仕事にする勇気がなかった。一方細田はM-1グランプリでお笑いに目覚め、大学でサークルに入る。真空ジェシカやストレッチーズがプロ入りを決める中、自然とプロを目指していたという。
各々が別のコンビを組んでいたが、以前よりライブで一緒になることがあったため、ふたりは知り合いであった。新しくコンビを組むことを提案した細田の「M-1で決勝に行きたい」という思いの強さに心を打たれた松村がそれに応じた。お互いに元のコンビを解散しておよそ4日後にコンビを結成。マセキ芸能社のオーディションライブ「オリーブゴールド」を経て、2019年中にはマセキ所属を決める。
M-1グランプリ2019では3回戦、2020では準々決勝まで進出した。2020年に、K-PROとaudiobook.jpが主催した「お笑いスター発掘ラジオバトル」で優勝。特典としてK-PROでの主催ライブ開催、audiobook.jpでの冠番組獲得の権利を得た。その後、実際に冠番組「ひつじねいりの荒走り教習所」をスタートさせている。
コンビ名は、二人とも名前に「祥」の字が入っており、「祥」の字の中に「羊」と「礻」（しめすへん（ねへん））が「入って」いるという意味から「ひつじねいり」とした。

## 芸風
細田が「繊細な関東人」、松村が「大雑把な関西人」という正反対のキャラクターによる口喧嘩スタイルのしゃべくり漫才。

## 賞レースの戦績

### M-1グランプリ
| 年度             | 結果         | 会場                   | エントリー No. | 備考           |
| ---------------- | ------------ | ---------------------- | -------------- | -------------- |
| 2019年（第15回） | 3回戦進出    | ルミネtheよしもと      | 246            |                |
| 2020年（第16回） | 準々決勝進出 | NEW PIER HALL          | 295            |                |
| 2021年（第17回） | 3回戦進出    | よしもと有楽町シアター | 645            |                |
| 2022年（第18回） | 準々決勝進出 | ルミネtheよしもと      | 1354           |                |
| 2023年（第19回） | 準々決勝進出 | ルミネtheよしもと      | 2243           |                |
| 2024年（第20回） | 準決勝進出   | NEW PIER HALL          | 2629           | 敗者復活戦出場 |

### その他
- 2023年 ツギクル芸人グランプリ2023 準優勝[18]
- 2023年 第28回決戦!お笑い有楽城 優勝[19]
- 2023年おもしろ荘決勝進出
- 2024年 ツギクル芸人グランプリ2024 決勝進出[20]

## 出演

### テレビ
- あらぶんちょ！（東京ケーブルネットワーク（文京区民チャンネル/マイチャンネルあらかわ/千代田区インフォメーションチャンネル））- 2019年12月30日
- キャラダチミュージアム〜MoCA〜（フジテレビ）- 2021年7月18日「ゲイニン インスタレーション」コーナー
- オンエア決めろ！ー笑武ー（BSJapanext）- 2022年4月12日
- おもしろ荘 (日本テレビ) - 2023年1月1日[21]
- ラヴィット！（TBSテレビ）- 2023年1月30日
- モクバラナイトお笑いエスポワール号（2023年6月22日、29日、TBSテレビ）
- 研修テレビ!!（2023年10月13日 - 2024年9月27日、テレビ朝日）[22][23]

### ラジオ
- ひつじねいりの荒走り教習所（ポッドキャスト） - 毎週木曜日21時配信
- God Bless Saturday（FMヨコハマ） - 2019年12月28日
- K-PRO児島のお笑い大図鑑（山形放送、山梨放送、四国放送、西日本放送、山口放送） - 第3回ゲスト
- マイナビ Laughter Night（TBSラジオ）

### 映画
- まーごめ180キロ（2023年5月19日劇場公開）[24] - 細田のみ

### ライブ
- マセキ芸能社事務所ライブ　”ライジングオレンジ”
- 学生芸人OB,OG新ネタライブ　”お笑い畜生道”
- K-PRO若手ユニットライブ　”Project NewZ”
- ひつじねいり新ネタライブ「Good Fellas」(2019年7月2日　下北沢シアターミネルヴァ)
- ひつじねいり単独ライブ「おおきにクロニクル」(2020年4月22日　新宿バティオス)